# Lee Mankyo
Lee Mankyo (nacido en 1967) es un escritor surcoreano cuyas obras se han adaptado al cine.

## Obra
Su obra tiene una energía verbal que trae a la mente una conversación locuaz entre gente chismosa. Los sucesos en las vidas de personas corrientes de la ciudad que constituyen la ficción de Lee Mankyo son siempre de una naturaleza seria y conllevan muchas implicaciones sociales, pero su estilo es alegre y jovial. En El matrimonio es un acto de locura, su novela más conocida, que fue adaptada el cine con el mismo título, una serie de conversaciones sinceras entre dos personas que se aman, arrancan las capas de hipocresía y falsedad del matrimonio, el sexo y el amor. Otra novela, ¿Vendrás a la casa de Meokko para jugar?, retrata a una familia de forma reveladora y dinámica durante la crisis del FMI en 1997. La infantil franqueza del narrador proporciona una cándida visión de la gravedad de la situación y también permite momentos de risa.
Lee Mankyo ha declarado que para él "cualquier objeto, persona o situación caracterizados con autoridad, exclusividad o devoción le hace tener deseos de convertirlos en motivo de risa o hacerlos reír". Lo que critica con sus parodias no son las convenciones de la sociedad sino la hipocresía que las rodea. Según su punto de vista, la belleza natural inherente a la vida familiar y a la institución del matrimonio está distorsionada por el ansia de poder que se disimula bajo la apariencia de orden y bien comunal. Por esto, los niños cumplen un papel central en muchas de sus obras: la hipocresía que domina el mundo adulto es particularmente insoportable cuando contamina la inocencia de un niño.

## Obras en coreano (lista parcial)
Novelas
- El matrimonio es un acto de locura (2000)
- ¿Vendrás a la casa de Meokko para jugar? (2001)
- Los niños no pueden evitar la risa (2003)

Relatos cortos
- Mala mujer, buen hombre (2003)